# Indigofera kasinii
Indigofera kasinii är en ärtväxtart som beskrevs av Boonyam. Indigofera kasinii ingår i släktet indigosläktet, och familjen ärtväxter. Inga underarter finns listade i Catalogue of Life.